# やくざ番外地
『やくざ番外地』（やくざばんがいち）1969年9月13日に公開された日本の映画である。監督は西村昭五郎。主演は丹波哲郎。日活制作。やくざ番外地シリーズ第1弾。

## 概要
多摩市の支配を企む野見組は高瀬組を痛めつけ始めた始めていた。
幹部の村木は壊滅を託されたが、高瀬組の代貸・塚田とは兄弟分であった。
塚田の妻の静江の店で塚田と昔を懐かしんでいた村木は敵に回るという未来を辛く受け止めていた。

## キャスト
- 村木卓：丹波哲郎
- 村木冴子：山本陽子
- 高瀬信司：長谷川明男
- 塚田勝：佐藤慶
- 堤：郷鍈治
- 野見幸次郎：柳永二郎
- 金吾：岡崎二朗
- 塚田静江：小畠絹子
- 三郎：高宮敬二
- 沢地：永山一夫
- 高瀬組幹部：相原昇
- ウタ：長浜鉄平
- 仲介者：雪丘恵介
- 礼子：安城由貴
- 久ベエ：柳瀬志郎
- 血生会組員：水木つよし
- 高瀬組組員：水川国也
- 血生会組員：小島克己
- 血生会組員：青木敏夫
- 高瀬組組員：溝口拳
- ：大倉賢二
- 血生会組員：佐藤了一
- 葛城：須賀不二男
- 柳生：近藤宏
- 北原：深江章喜
- 高瀬伸作：清水将夫

## スタッフ
- 所作指導：笛田直一
- 技斗：渡井嘉久雄

## 同時上映
『博徒百人 任侠道』
- 脚本：山崎巌 / 監督：野村孝 / 主演：高橋英樹
- 『博徒百人』シリーズ第2弾。